# إلسا بوليفار
إلسا بوليفار (21 سبتمبر 1929 - 8 أبريل 2021) رسام تشيلي. بين عامي 1951 و2020 فازت بالعديد من الجوائز عن أعمالها.
مستوحية من تعاليم الرسام الأرجنتيني إميليو بيتوروتي، طورت بوليفار عملاً يسود فيه التجريد، باستخدام أشكال هندسية بشكل أساسي. في بداية الستينيات استخدمت خطوطًا مستقيمة وألوانًا مسطحة في لوحاتها، متحركة لاستخدام أشكال منحنية أكثر بين 1963 و1973. في منتصف السبعينيات كرست نفسها للرسم التصويري، الرسم على الطبيعة والمناظر الطبيعية للتعبير عن الخبرات الشخصية. خلال الثمانينيات جربت الأشكال ثنائية الأبعاد وثلاثية الأبعاد. يتم تعريف عمل الرسام «من خلال الأسطح المسطحة الملونة والخطوط الدقيقة، بغض النظر عن أي تمثيل يأتي من العالم الخارجي»، تميل «نحو التنظيم الداخلي للرسم واستقلالية الشكل الجمالي».
من أجل تطوير لوحاتها درست بوليفار عناصر مثل التكوين، والمساحات الداخلية، والضوء. كان أحد الأشكال التي استخدمتها الرسامة في أعمالها هو الشكل الحلزوني، والذي حسب كلماتها "قوة تكوينية تهيمن على كل أشكال الحياة في الكون. بعد اكتشاف هذا الشكل في القواقع، طبقته بوليفار في أعمالها.
توفيت بوليفار في 8 أبريل 2021 عن عمر يناهز 91 عامًا.